# Bureau des affaires spatiales des Nations unies

Logotype du Bureau des affaires spatiales des Nations unies

Le Bureau des affaires spatiales des Nations unies (BAS-NU ; en anglais : United Nations Office for Outer Space Affairs, UNOOSA) est une organisation de l'Assemblée générale des Nations unies chargée des questions liées à l'espace mise sur pied le 13 décembre 1958. Elle maintient notamment le registre des objets lancés dans l'espace. L'organisation est basée au Vienna International Centre de Vienne et est dirigée depuis 2023 par Aarti Holla-Maini (en) qui a succédé à Simonetta Di Pippo.

## Directeurs
- depuis 2023 Aarti Holla-Maini (en)  Royaume-Uni
- 2022-2023 : Niklas Hedman (intérim)  Suède
- 2014-2022 : Simonetta Di Pippo  Italie
- 2007-2014 : Mazlan Othman  Malaisie
- 1999-2002 : Mazlan Othman  Malaisie